# Pont Pierre-Carrier
Le pont Pierre-Carrier est un pont couvert construit en 1918 qui franchit la rivière Blanche à Saint-Ulric au Bas-Saint-Laurent dans l'Est du Québec (Canada).

## Histoire
L’unique pont couvert de Saint-Ulric a été construit environ 75 ans après l’établissement des premiers colons dans le canton de Matane. Il a été érigé sous la maîtrise d’œuvre du ministère de la Colonisation, à la demande des habitants de la paroisse. Les charpentiers locaux ont bâti le pont en tirant profit de l’abondance de bois disponible dans l’arrière-pays ulricois et des scieries locales[réf. nécessaire]. Le pont est venu remplacer un passage à gué utilisé depuis l'ouverture du chemin.
On raconte qu’à la fin de la Seconde Guerre mondiale, en pleine euphorie suscitée par l’annonce de l’Armistice, on aurait gravé un grand « V » sur le lambris d’entrée, symbolisant la victoire des Alliés.
L’ouvrage d’art perd, au fil du temps, quelques-unes de qualités d’origine : le pont, originellement teint de sang de bœuf, est repeint en gris et vert. Le revêtement de bardeau de cèdre de la toiture est remplacé par de la tôle[réf. nécessaire]. Aussi, alors que le camionnage se généralise, la structure est renforcée par l’ajout de tirants en acier entre les cordes, permettant d’augmenter la capacité portante par le transfert des charges aux fermes supérieures[réf. souhaitée],.
En 1990, le pont est baptisé « Pierre-Carrier », honorant la mémoire de l’un des pionniers de la communauté de Rivière-Blanche, sur la terre de qui ce pont a été bâti. En 1998, le pont retrouve son aspect d’origine en arborant une couleur sang-de-bœuf. La restauration dont il a fait l’objet lui a valu le Prix du patrimoine du Bas-Saint-Laurent en 2000. Malheureusement, en dépit d’une signalisation exhaustive de gabarit et de charge, les portiques, jambages, frontons et linteaux sont régulièrement endommagés par le passage de véhicules surdimensionnés.
Le 4 février 2019 le pont Pierre-Carrier est cité comme immeuble patrimonial par la municipalité de Saint-Ulric.

## Structure
Le pont couvert Pierre-Carrier est composé de fermes de type Town élaboré. Il compte parmi les premiers exemplaires de pont bâti avec des fermes Town élaborées au Québec, puisqu'il est le septième plus vieil ouvrage de ce type encore en service. Il constitue, en quelque sorte, le laboratoire d’expérimentation pour les nombreux ponts couverts qui seront érigés subséquemment dans les comtés de Matane et de Rimouski puisqu’il en est le plus ancien.
En outre, Pascal Conner note l’étroitesse inhabituelle des fenêtres d’aération du pont, une caractéristique plausiblement due à la rigueur des vents impérieux qui ont fait la renommée de Saint-Ulric.

## Annexe